# Timon von Athen (Shakespeare)

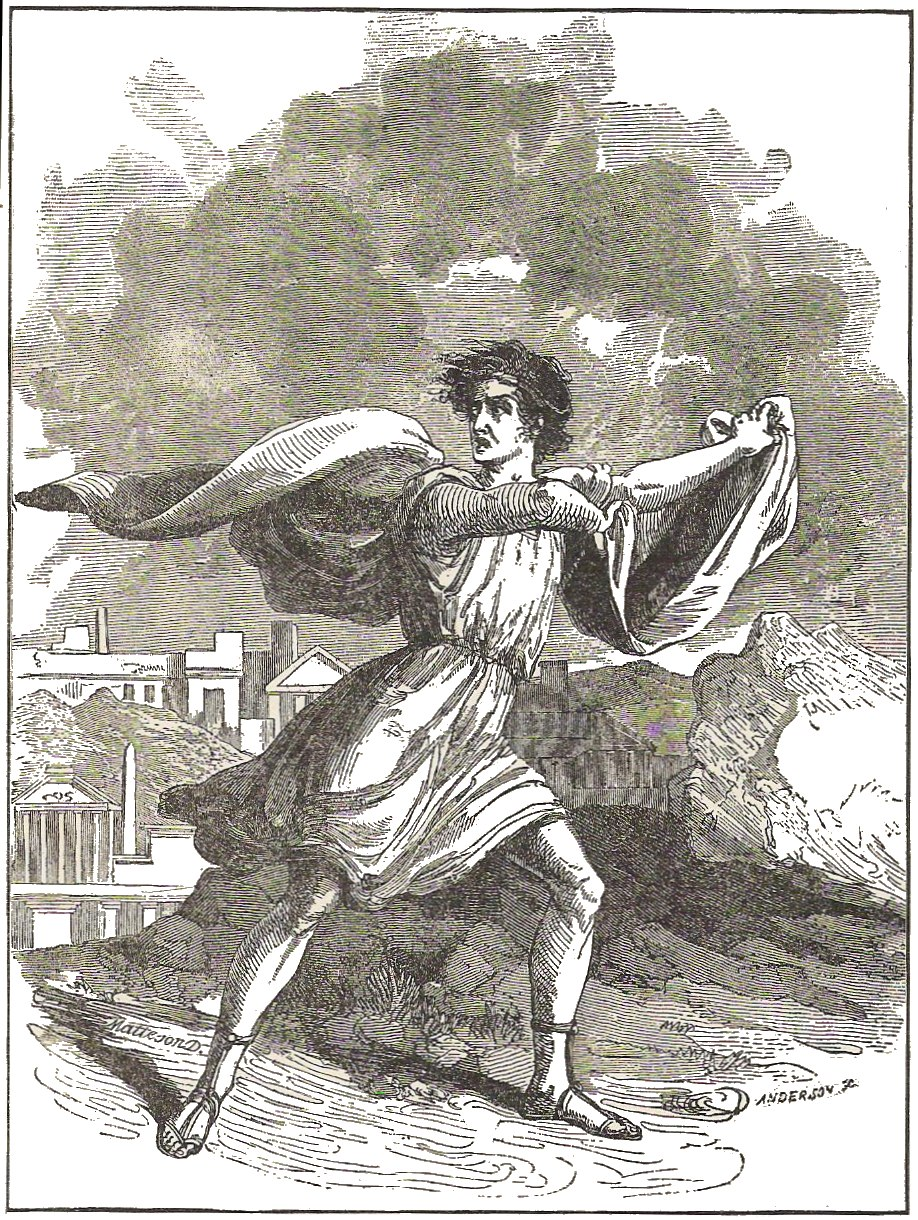
Illustration aus Tales from Shakespeare, McLoughlin Bros., 1890

Timon von Athen (frühneuenglisch The Life of Tymon of Athens) ist eine Tragödie von William Shakespeare. Das Stück handelt von der Rache des freigebigen Timon an seinen undankbaren Freunden. Ort der Handlung ist das antike Athen im 5. Jahrhundert vor Christus. Als Entstehungszeit des Dramas nimmt man ca. 1605–06 an. Der einzige autoritative Text findet sich in der First Folio von 1623. Die erste dokumentierte Aufführung einer Adaption des Werkes stammt aus dem Jahre 1674, die erste bekannte Aufführung des Originalwerkes erfolgte im Jahre 1851. Shakespeares Hauptquelle ist Thomas Norths englische Übersetzung der französischen Version von Plutarchs Lives of the Noble Grecians and Romans aus dem Jahre 1579. Shakespeare hat aber vermutlich zusätzlich William Painter’s Werk Palace of Pleasures (1566) benutzt. Aufgrund der Verwendung unregelmäßiger Verse und anderer technischer Eigenheiten des Textes vermutet man bei dem Werk eine Koautorschaft von Thomas Middleton.

## Handlung
Als Timon, ein wohlhabender und angesehener Bürger Athens, erfährt, dass sein Freund Ventidius von Gläubigern ins Gefängnis gebracht worden ist, entschließt er sich, dessen Schuld zu begleichen, damit er freikomme. Seinem Sklaven Lucilius gibt er Geld, damit der seine Angebetete heiraten kann. Er akzeptiert das Gedicht eines Dichters, das Gemälde eines Malers und bewundert den Schmuckstein eines Juweliers, die ihn umschmeicheln. Auf einem seiner Feste erscheinen seine zahlreichen Gäste, die sich von Timon beschenken lassen; anwesend ist auch Apemantus, der aber nur die Schmeichler bei der Arbeit sehen will. Timon missachtet seinen Verwalter Flavius, der ihn angesichts seiner bedenklichen finanziellen Lage warnen will, und verschwendet letztlich sein gesamtes Vermögen, ist verschuldet, seine Ländereien sind verpfändet.
Schon erscheinen die Diener dreier Gläubiger in seinem Haus und verlangen Zahlung. Deshalb schickt Timon drei Diener zu seinen „Freunden“ und bittet sie um Hilfe, doch werden seine Diener – für Timon völlig überraschend – abgewiesen. Auch Ventidius ist nicht bereit, ihm Geld zu leihen. Darauf beschließt Timon, noch ein letztes Fest zu geben. – Im Senatshaus beraten einige Senatoren das Schicksal eines Mannes und verurteilen ihn zum Tode; dagegen protestiert Alkibiades und wird verbannt. Auf Timons Einladung erscheinen viele seiner „Freunde“ bei ihm; als sie aber speisen wollen, müssen sie erkennen, dass ihnen nur dampfendes Wasser und Steine serviert wurden. Timon beschimpft seine Gäste, schlägt auf sie ein und erklärt, dass er fortan alle Menschen hasse.
Daraufhin zieht er sich verbittert in den Wald zurück. Nach Wurzeln grabend findet er dort durch Zufall Gold. Gegenüber dem mit zwei Prostituierten im Wald auftauchenden Alkibiades bezeichnet sich Timon als Misanthropen, Alkibiades’ Freundschaftsangebot weist er dementsprechend zurück. Als Timon aber von Alkibiades’ geplantem Feldzug gegen Athen erfährt, gibt er ihm Gold. Den gleichfalls mit Gold beschenkten Prostituierten trägt er auf, mit ihrem Beruf fortzufahren und Krankheiten zu verbreiten. Dann sucht ihn Apemantus auf, beide liefern sich ein die Grenze zur Beleidigung bisweilen überschreitendes Wortgefecht. Zwei Dieben gibt er wiederum Gold und den Auftrag, in Athens Geschäfte einzubrechen und soviel zu stehlen, wie er ihnen gegeben hat. Schließlich kommt Flavius zu Timon und will ihm Geld geben; Timon räumt ein, es gebe jedenfalls einen anständigen Menschen unter den Schurken der Welt.
Von der Kunde von Timons Gold angelockt erscheinen der Dichter und der Maler, um sich wieder einzuschmeicheln, werden aber von Timon durchschaut. Vergeblich ist auch der Versuch zweier Senatoren, Timon zur Rückkehr nach Athen zu bewegen, offenbar damit er der Stadt gegen Alkibiades helfe. Unterdessen beginnt Alkibiades eine Belagerung Athens. Letztlich stirbt Timon, während Alkibiades die Stadt kampflos erobert mit der Zusage, niemandem zu schaden außer seinen und Timons Feinden.

## Adaptationen
Henry Purcell komponierte im Jahre 1694 eine Semi-Opera mit dem gleichnamigen Titel (Z 632), die Shakespeares Tragödie als Grundlage hat.

## Textausgaben
Englisch
- Anthony B. Dawson, Gretchen E. Minton (Hrsg.): William Shakespeare: Timon of Athens. Arden Series. London 2008, ISBN 978-1-903436-97-4
- John Jowett (Hrsg.): William Shakespeare: Timon of Athens. Oxford Shakespeare. Oxford University Press 2008, ISBN 978-0-19-953744-0
- Karl Klein (Hrsg.): William Shakespeare: Timon of Athens. New Cambridge Shakespeare. Cambridge University Press 2001, ISBN 978-0-521-29404-1

Zweisprachig
- Frank Günther (Hrsg.): William Shakespeare: Timon von Athen. Zweisprachige Ausgabe. ars vivendi, Cadolzburg 2012,  ISBN 978-3-89716-191-7
- Markus Marti (Hrsg.): William Shakespeare: Timon of Athens. Englisch-Deutsche Studienausgabe. Stauffenburg, Tübingen 1995 ISBN 978-3-86057-551-2

## Belege
1. ↑  Schabert, Handbuch, S. 566.